# 轉動命運之輪
《轉動命運之輪》是日本摇滚樂團ZARD的第25張單曲，1998年9月17日發行。CD编号为JBDJ-1041。这张单曲在发行的第一周达到了最高位第一位。停留了九周，售出24万7000张。

## 概要
- 在前作的基础上继续为动画演唱歌曲，自己第一次为《名侦探柯南》演唱歌曲。在以后的歌曲中，生前演唱6回，逝世后演唱3回。
- 当初预定9月9日发售，但是延期到了9月17日。在封面上印刷的发售日期仍然是9月9日。
- 在2007年Zard受欢迎单曲排行榜中，继续达到百万以上销量的3张作品之后，此曲獲得第四名，到现在人气依然很高[2]。但是就單曲銷售量來看，第一~三名和第七名的曲子和此排行榜完全相同。本曲的單曲銷售量為第21名，而單曲銷售量第四名為「即使悠遊在愛裡疲憊不堪/Boy」。
- 从主题曲和附属曲一起发售的半年时间，就先在为动画演唱了。在播放期间的第113话以后，歌曲曾改变一次，因为此后CD化的时候继续变更，使得播放期间的音乐和CD化的音乐像不同的东西一样不符合气氛。因为这个，据说在发售前制作了25个图案的版本（据说此曲和《看不见爱》的排版数称为双壁）。而且，TV播放时候的版本到现在没有被音源化。
- 2000年代初，广州俏佳人将《名侦探柯南》国语版部分集数引进中国大陆，播出时的片头和片尾曲均为《转动命运之轮》（98-112话版本），但画面不同于原版[3]。
- 自《Just believe in love》以来，附属曲没有配乐歌曲。而且因为使用了没有声乐的合唱，没有整理也有些许不同，作为别的整理的曲目也能够听出来。没有使用声乐合唱的歌曲为《好想感受你的存在》以来的第二首。
- 2016年1月9日起，由日本女组合La PomPon翻唱的《运命のルーレット廻して》成为《名侦探柯南》TV版的片尾曲，成为第50个ED（片尾曲）。

## 收录曲
1. 《轉動命運之輪》
  - 作詞：坂井泉水　作曲：栗林誠一郎　編曲：池田大介
  - 日本电视台动画《名侦探柯南》片头曲（1998年4月13日 - 1998年11月2日）

用西班牙吉他作为前奏开始歌曲，坂井泉水说，是在ZARD的歌曲中采取整理最多的歌曲。歌詞是《发条橘子》的影片浮现出来的，检查这段影片所想起来的事情。坂井泉水说，想试试碰运气的赌注，人生能怎么样，就这样写入了比较危险的歌词。单曲版本在长时间的专辑中未收录，在动画主题歌集《THE BEST OF DETECTIVE CONAN ～名偵探柯南 主題曲集～》中预定收录单曲版本，後來收录专辑版本。2006年的最佳专辑《Golden Best ～15th Anniversary～》中总算收录了单曲版本。本曲後來在2016年由女子團體La PomPon翻唱，並成為名偵探柯南第50期片尾曲，也是Zard的歌初次被其他藝人翻唱。
在名侦探柯南中使用的版本歌曲的节拍较快，在发售的单曲版、专辑版中，歌曲的节拍较慢。
2. 《彷彿回到少女時代》
  - 作詞：坂井泉水　作曲：大野愛果　編曲：池田大介
  - 剧场版《名侦探柯南：第十四號獵物》主题曲。

在劇場版中，有另一個不同的合唱版本歌曲。附属曲的人气也很高，1999年发售的最佳专辑《ZARD BEST 〜Request Memorial〜》的排位为33位（在附属曲中为4位）。2008年发售的最佳专辑《ZARD Request Best 〜beautiful memory〜》的排位为2位，收录在了现场版本中。邀请了负责原声钢琴演奏和编曲的池田大介。在ZARD或名偵探柯南的作品中第一次邀请大野愛果作曲。
3. 《轉動命運之輪》（Instrumental）

## 收录专辑
- 永远（两首都是专辑版本）
- ZARD_BEST_The_Single_Collection〜軌跡〜（#1、专辑版本）
- THE BEST OF DETECTIVE CONAN ～名偵探柯南 主題曲集～（#1,2、#1为专辑版本）
- THE BEST OF DETECTIVE CONAN ～The Movie Themes Collection～（#2）
- Golden Best 〜15th Anniversary〜（#1）
- Brezza di mare 〜dedicated to IZUMI SAKAI〜（#2）
- ZARD Request Best 〜beautiful memory〜（#2、07年 Live Ver.）
- ZARD Single Collection 〜20TH ANNIVERSARY〜（#1,2）
- ZARD Forever Best 〜25th Anniversary〜(#1,2)

## 脚注
| 动画《名侦探柯南》片头曲 1998年4月13日 - 1998年11月2日 |                                      |                                                      |
| 前作: 小松未步（日语：小松未歩） 《谜》（日语：謎）              | ZARD 《转动命运之轮》      | 次作: TWO-MIX 《TRUTH～A Great Detective of Love～》 |
| 剧场版 名侦探柯南 主题曲 1998年 名侦探柯南 第14号猎物  |                                      |                                                      |
| 前作: 杏子 《Happy Birthday》                          | ZARD 《仿佛回到少女时代》  | 次作: B'z 《ONE》                                    |